# Mableton
Mableton is een plaats (census-designated place) in de Amerikaanse staat Georgia, en valt bestuurlijk gezien onder Cobb County.

## Demografie
Bij de volkstelling in 2000 werd het aantal inwoners vastgesteld op 29.733.

## Geografie
Volgens het United States Census Bureau beslaat de plaats een oppervlakte van
53,7 km², waarvan 53,3 km² land en 0,4 km² water. Mableton ligt op ongeveer 306 m boven zeeniveau.

## Plaatsen in de nabije omgeving
De onderstaande figuur toont nabijgelegen plaatsen in een straal van 12 km rond Mableton.